# Рыцарские ордены Испании
Рыцарские ордены Испании были созданы, как духовно-рыцарские в период Реконкисты. Ордены пользовались значительной автономией и владели огромными земельными владениями и крепостями. Из многих духовно-рыцарских орденов со временем осталось четыре, которые были постепенно преобразованы в почётные корпорации, и в таком виде существуют до сих пор.

## История
После арабского завоевания сегодняшней Испании в начале VIII века, на большей части её территории было образовано государство Аль-Андалус, однако христианам вскоре удалось восстановить государственность на севере страны. В ходе многовекового процесса, известного, как Реконкиста, испанские христианские государство постепенно оттесняли арабов на юг. Ключевую роль в этом играли королевство Кастилия и королевство Арагон (некоторое время также королевство Леон, которое затем вошло в состав Кастилии). Борьба против арабов-мусульман пользовалась всемерной поддержкой католической церкви. В рамках этой борьбы были созданы рыцарские ордены, принимавшие участие в боевых действиях и имевшие крупные земельные владения. Каждый орден обычно имел ряд монастырей и крепостей.

Владения испанских и португальских рыцарских орденов на Пиренейском полуострове в конце 15 века, среди них испанские:
Орден Монтесы
Орден Сантьяго
Орден Калатрава
Орден Святого Иоанна (Кастильский)
Орден Алькантара
Резиденции Великих Магистров.

В 1492 году пал Гранадский эмират, последнее государство под контролем арабов в Испании — Реконкиста закончилась. А вскоре после этого, в 1516 году, династический брак Фердинада Арагонского и Изабеллы Кастильской привел к созданию единого королевства Испания. После этого надобность в рыцарских орденах в их прежнем виде отпала, и начался растянувшийся на несколько веков процесс их секуляризации и конфискации принадлежавших им земель.
Мандатом республиканского правительства от 29 апреля 1931 года рыцарские ордены были распущены. Многие рыцари, как они по традиции назывались, погибли в ходе Гражданской войны в Испании, в основном, от рук республиканцев. Во времена франкизма, рыцарские ордены продолжали существовать на территории Испании, однако — по причине отсутствия монарха — в «замороженном» состоянии. Через некоторое время после восшествия на престол, Хуан Карлос I назначил своего отца, Хуана де Бурбона, президентом Королевского совета военных орденов. Орденская традиция возобновилась.
Эти духовно-рыцарские (первоначально) ордены не следует путать с орденом Золотого руна, который являлся (и является до сих пор) светской династической наградой испанского королевского дома.
Также их не следует путать с возникшими позже испанскими орденами современного типа, используемыми для награждения за определённые виды заслуг (подробнее см. список Награды Испании).

## Рыцарские ордена (существующие)[2]
| Знак | Орден                                                                      | Основан                                                                 | Основатель                                        | Примечание |
| ---- | -------------------------------------------------------------------------- | ----------------------------------------------------------------------- | ------------------------------------------------- | --- |
|      | орден Алькантара                                                           | Основан 1154 (королевство Леон), признан папой — 1177, повторно — 1183. | братья дон Суэро и дон Гомес Фернандес Баррьентос | Название связано с городом Алькантара                                                                           |
|      | Орден Калатравы                                                            | Основан в 1157 (королевство Кастилия), утверждён папой Римским в 1164.  | Святой Раймонд Фитерский.                         | Название связано с укреплённым городом Калатрава-Ла-Вьеха (ныне в составе муниципалитета Каррион-де-Калатрава). |
|      | Орден Монтесы                                                              | 1317 (королевство Арагон), признан в том же году.                       | Хайме II (король Арагона)                         | Название связано с замком Монтеса.                                                                              |
|      | Орден Сантьяго (Великий военный орден Меча святого Иакова Компостельского) | Основан — 1151 (королевство Леон), утверждён папой — 1175.              | Фердинанд II (король Леона).                      | Сантьяго по-испански — святой Иаков.                                                                            |